# Actia rufescens
Actia rufescens är en tvåvingeart som först beskrevs av Greene 1934.  Actia rufescens ingår i släktet Actia och familjen parasitflugor. Inga underarter finns listade i Catalogue of Life.